# Canneberge à gros fruits
Vaccinium macrocarpon · Airelle à gros fruits, gros atocas
Espèce
La canneberge à gros fruits (Vaccinium macrocarpon) est une plante à fleurs de la famille des Éricacées. C'est un arbuste tapissant qui pousse en milieu humide, dans l'est de l'Amérique du Nord. Comme plusieurs espèces du même genre, il produit des fruits rouges comestibles appelés canneberges ou airelles.

## Dénominations
- Nom scientifique : Vaccinium macrocarpon Aiton, 1789, syn. Oxycoccus macrocarpon, parfois aussi  appelé Vaccinium macrocarpos ou Oxycoccus macrocarpon)
- Nom normalisé, accepté, recommandé ou typique : Canneberge à gros fruits[2],[3]
- Autres noms vulgaires (vulgarisation scientifique) ou noms vernaculaires (langage courant) : Airelle à gros fruits[2],[3],[4], graines[2], grande canneberge[2]; gros atoca[2] ou gros atocas[3],[2],[4] notamment au Québec; pommes de pré[2],[4] et mocauque sont plus utilisés en français acadien[4]; baie de grue, vaccinium à gros fruits[5]. Dans les régions francophones d'Europe, les distributeurs ont recours à l'anglicisme cranberry pour la commercialiser.

## Description

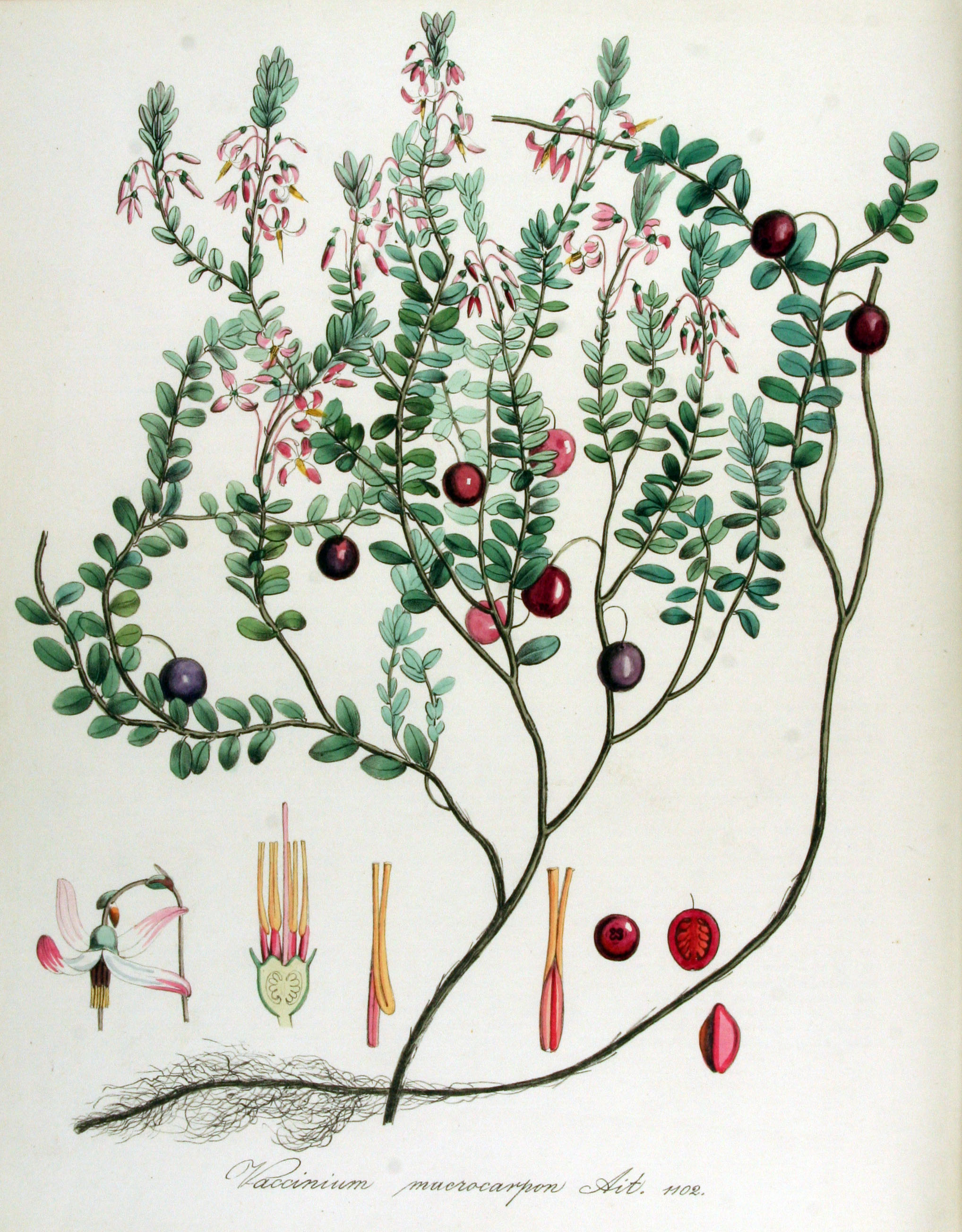
Vaccinium macrocarpon. Planche botanique par Jan Kops, 1872

C'est un arbuste tapissant, aux rameaux fins. Ses feuilles persistantes de 1 à 2 cm de long sont oblongues, entières, vert foncé et deviennent bronze en hiver.
En été, les fleurs campanulées de 5 à 10 mm, roses, divisées en quatre lobes étroits sont portées par de fins pédoncules. Elles pendent à l'aisselle des feuilles, seules ou en bouquets de deux à dix.
Elle produit des baies sphériques de couleur rouge foncé, au goût acidulé, de 1 à 2 cm de diamètre. Elles sont plus grandes que celles de la seule canneberge qui pousse aussi en Europe : Vaccinium oxycoccos.

## Production

### Zones de production
| 1                | États-Unis | 404 880 |
| 2                | Canada     | 195 196 |
| 3                | Chili      | 106 180 |
| Source : FAOSTAT |            |         |

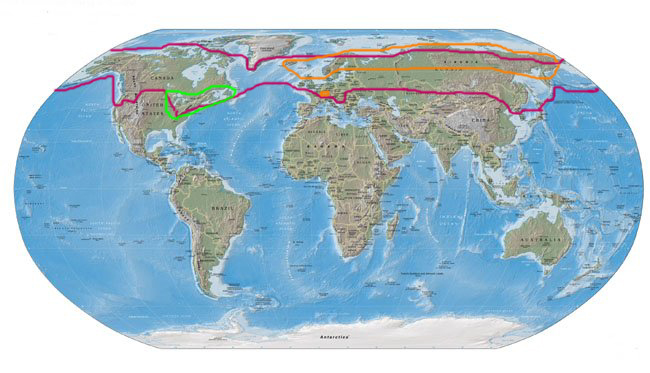
Répartition de la canneberge dans le monde.
Rouge : Vaccinium oxycoccos ; Orange : Vaccinium microcarpum ; Vert : Vaccinium macrocarpon.

La canneberge est une importante culture commerciale dans les États américains du Maine, du Massachusetts, du Michigan, du Minnesota, du New Jersey, de l'Oregon, de Washington, et du Wisconsin, ainsi que dans les provinces canadiennes de la Colombie-Britannique, du Nouveau-Brunswick, de l'Ontario, de la Nouvelle-Écosse, de Terre-Neuve et du Québec. Selon l'Economic Research Service du ministère de l'Agriculture des États-Unis, le Wisconsin est le principal producteur de canneberge, avec plus de la moitié de la production des États-Unis. Le Massachusetts est le second producteur, avec 28 % de la production américaine. Celle-ci s'élève à 307 000 tonnes provenant de 15 600 hectares.
Le Canada produit 79 000 tonnes sur 3 950 hectares. Le Québec et la Colombie-Britannique produisent chacun environ la moitié de la production canadienne totale. Actuellement[Quand ?], environ 70 % de la production du Québec est achetée et transformée par trois entreprises de la région du Centre-du-Québec dont une qui porte le nom de la canneberge : Atoka. Le reste de la production est livré directement à des acheteurs américains lors de la récolte. Les fruits transformés au Québec sont commercialisés sous la forme de fruits frais, de fruits entiers congelés, de concentrés de jus, de fruits déshydratés, de coulis et de fruits confits.
On trouve une faible production en Argentine et au Chili, dans les pays baltes et en Europe de l'Est.

### Culture
La culture de la canneberge est assez complexe. Elle nécessite d'importantes quantités d'eau pour protéger les bourgeons contre le gel au printemps et à l'automne, ainsi que les plants pendant l'hiver. En effet, la création d'une couche de glace autour des plants permet de les maintenir à 0 °C et donc de les protéger du grand froid et des vents asséchants. Au printemps, 4 cm de sable sont déposés sur la glace si bien que lorsque la glace fond, le sable tombe sur les plants, détruisant les insectes.
La canneberge est cultivée dans des bassins sablonneux appelés cannebergières ou atocatières (au Québec). Elle donne ses premiers fruits à partir de la quatrième année.
Historiquement, les cannebergières étaient implantées dans les marais et les tourbières. Actuellement[Quand ?] les canneberges sont cultivées dans des bassins sablonneux peu profonds, construits sur les terres hautes. La couche de terre superficielle est arasée pour former des digues autour des bassins. Du sable est apporté sur une couche de 10 à 20 cm. La surface est nivelée au laser avec une légère bosse au centre pour faciliter le drainage. En plus de maintenir l’eau, les digues soutiennent également le matériel de culture afin d'éviter de rouler sur les plants. Le matériel d’irrigation sert à l’arrosage en été et à la protection contre le gel en automne et au printemps.
Pour cultiver la canneberge, plusieurs éléments clés sont essentiels à la croissance. Ces conditions nécessaires se retrouvent dans les tourbières. La plante exige un pH acide de 4 à 5 et une grande quantité d’eau à en raison de la morphologie de ses racines. En octobre, la plantation devient flamboyante et les bassins sont inondés pour faire flotter le fruit, ce qui facilite la récolte.
Bien entretenus, les plants de canneberge peuvent produire pendant plus de cent ans.

### Récolte

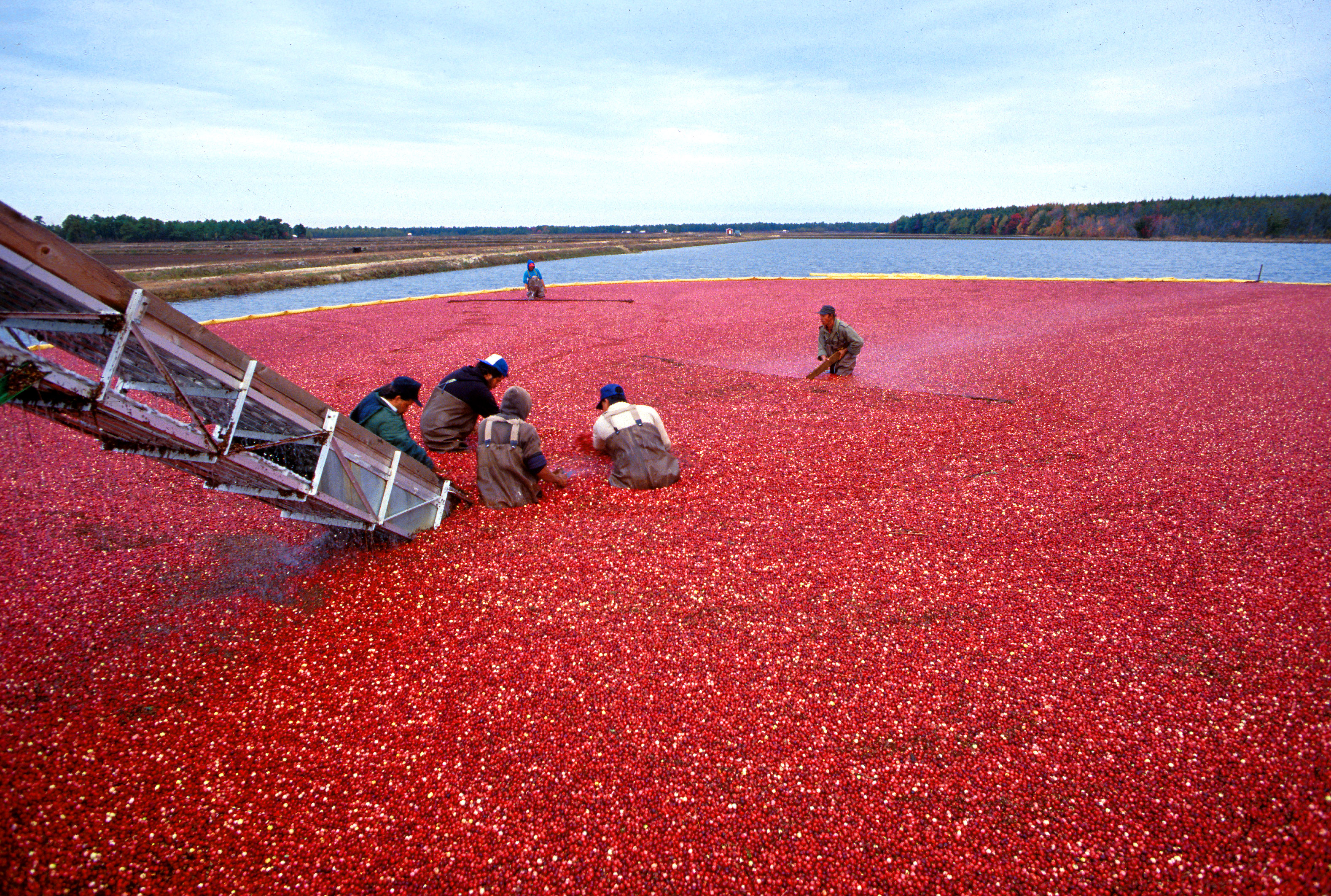
Récolte des canneberges, New Jersey, États-Unis.

Jadis cueillies à l'état sauvage par les autochtones d'Amérique du Nord, les canneberges sont cultivées de façon de plus en plus intensive. La récolte, souvent mécanisée, se déroule la plupart du temps de fin septembre à début octobre. Surnommées « batteurs à œufs », d'énormes machines servent à les ramasser selon une technique industrielle dite « wet » (humide). Les engins brassent l'eau qui recouvre les arbustes plantés dans les marais. Détachés, les fruits mûrs remontent à la surface. Il faut alors les amener vers un bord de la tourbière. Les agriculteurs, dans l'eau jusqu'aux genoux, emprisonnent les fruits dans un boudin flottant. La récolte terminée, les baies seront séchées et nettoyées puis, par un système de tapis roulants, chargées à bord des camions. La récolte doit rejoindre le plus rapidement possible les entrepôts de stockage où elle sera calibrée et congelée.
Créée en 1930, la coopérative Ocean Spray est aujourd'hui la principale société productrice de canneberges aux États-Unis. Elle regroupe 650 producteurs, dont une centaine au Canada, et assure le transport des récoltes, le conditionnement des fruits et la vente sur les marchés américains, canadiens et dans le monde entier. On estime qu'environ 75 % des ventes mondiales de produits de canneberges sont faites sous la marque « Ocean Spray ».

## Utilisation

### Présentations des produits
La canneberge est commercialisée fraîche depuis la période de récolte (septembre) jusqu'à la fin de l'année, le fruit se conservant bien naturellement. Elle est aussi vendue sous forme de jus pur ou en mélange, et de fruit séché, dans les magasins de produits diététiques et bio, ainsi que sous forme de complément alimentaire (gélules, comprimés, sachets, etc.) en pharmacie. Une forme déshydratée appelée « Craisin (en) » est produite et vendue en Europe par Ocean Spray.

### Gastronomie
Seules ou mélangées à des pommes, du raisin, de la framboise ou d'autres baies, les canneberges servent à la fabrication de plus de dix millions de litres de jus de fruit par an. L'exportation se développe, surtout vers la Grande-Bretagne. Ils sont également utilisés pour faire des confitures, des shampooings et d'autres cosmétiques.
La dinde aux canneberges est un plat traditionnel nord-américain servi à l'occasion de l'Action de grâce (Thanksgiving).

### Qualités thérapeutiques

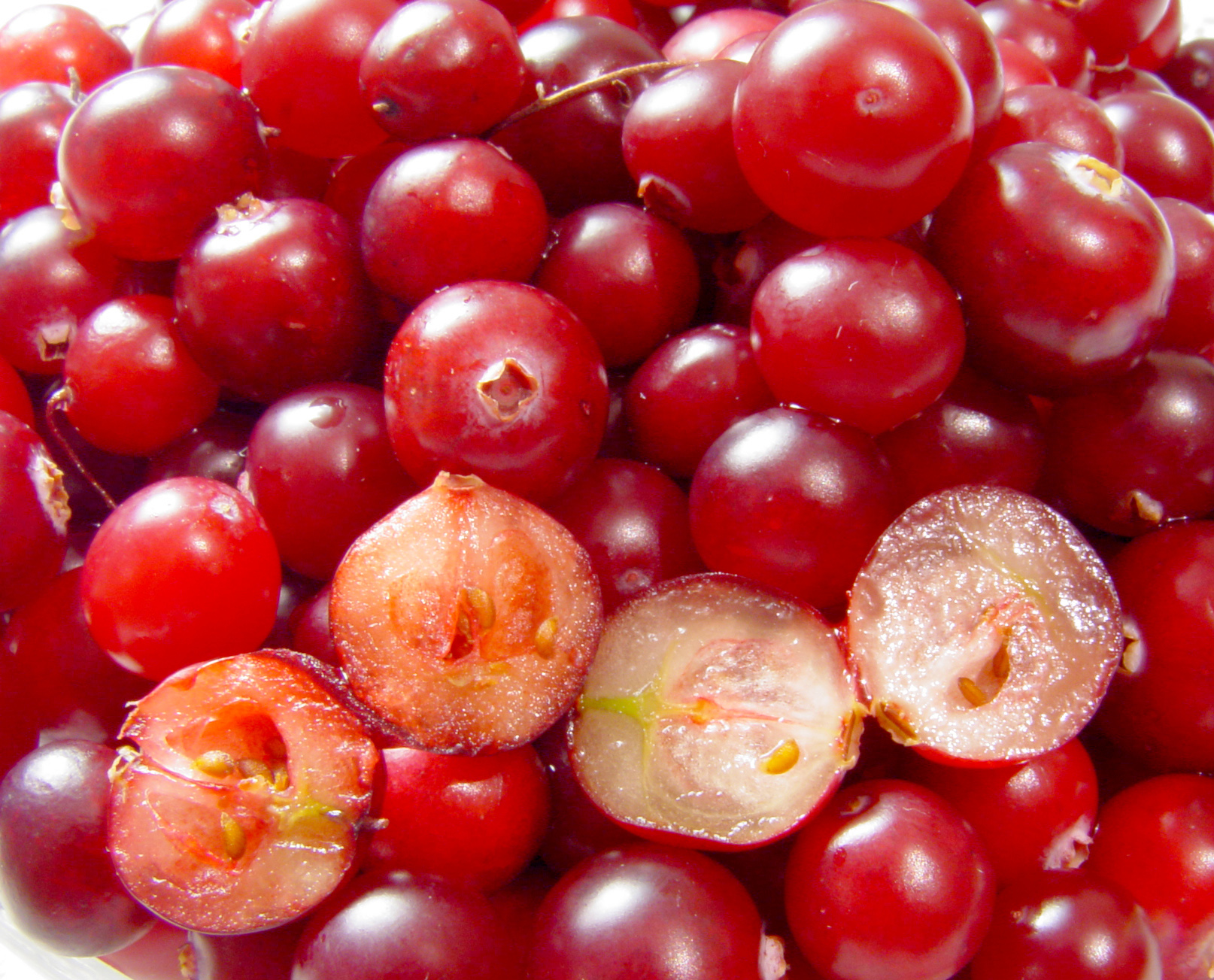
Des canneberges fraîches. Au premier plan quelques fruits coupés permettent de voir les alvéoles du fruit et les petites graines.

#### Antioxydants
Le fruit de la canneberge (Vaccinium macrocarpon) est reconnu pour ses qualités thérapeutiques, en premier lieu en tant qu'antioxydant.
La canneberge est riche en vitamine C et en autres antioxydants. Il est parfois fait l'hypothèse que les antioxydants, qui permettent de neutraliser les radicaux libres du corps, préviennent l'apparition de certains cancers, de maladies cardiovasculaires et de diverses maladies liées au vieillissement mais la littérature scientifique semble mitigée à ces sujets,,.

#### Infection urinaire (cystites)
Une efficacité sur la prévention des infections urinaires est traditionnellement alléguée.
Boire du jus de canneberge diminuerait de 20 % les infections urinaires,. En effet, ce fruit originaire d'Amérique du Nord est le seul à posséder des molécules (les proanthocyanidines de type A, qui est un flavonoïde de type proanthocyanidol) qui empêchent les bactéries de s'accrocher à la paroi urinaire. L'actualisation en 2023 des revues systématiques des publications scientifiques par la Collaboration Cochrane permet de recommander la canneberge pour la prévention des infections urinaires à répétition. En 2017, l'évaluation de son efficacité par sous groupe avait montré un bénéfice chez les enfants de 2 à 17 ans, les adultes de 36 à 55 ans, après une chirurgie gynécologique et lors de traitement par radiothérapie contre un cancer de la prostate.
L'Agence française de sécurité sanitaire des aliments a pu considérer en 2004 que le jus de canneberge (apport journalier de 36 mg de proanthyocyanidine) (à l'état pur ou en poudre), à l'exclusion des nectars/cocktails, pouvait avoir une influence bénéfique sur la prévention des infections urinaires.
Cependant, en 2009, l'Autorité européenne de sécurité des aliments (AESA), dans le cadre de la révision de toutes les allégations de santé (Règlement 1924/2006), a jugé que les études fournies n'étaient pas suffisantes pour étayer les allégations de santé concernant les infections urinaires pour les produits de l'entreprise Ocean Spray (Ocean Spray cranberry drinks et Cranberries séchées et sucrées "Craisins"), portions contenant typiquement 80 mg de proanthocyanidine ,.

#### Soins dentaires
La canneberge pourrait aussi être efficace pour soigner ou prévenir la gingivite et la parodontite (inflammation des gencives),.
La proanthocyanidine, dont les effets antiadhésifs sur certaines bactéries responsables des infections urinaires alléguées mais non prouvés (voir plus haut), permettrait également d'éliminer certaines bactéries dentaires en créant une sorte de film protecteur.
Il est important de noter que les jus commerciaux offerts sur le marché ont une teneur élevée en sucre et une forte acidité. Ils ne sont donc pas bienfaisants en ce qui concerne l’hygiène buccale.

#### Maladie cardiovasculaires
Une étude contrôlée randomisée en double aveugle a révélé que l'ingestion quotidienne de poudre de canneberge entière sur une période d'un mois peut améliorer la fonction vasculaire chez les hommes en bonne santé, entraînant potentiellement des améliorations prolongées de la fonction endothéliale et offrant une protection contre l'athérosclérose et les maladies cardiovasculaires.
La canneberge peut aussi faire baisser la protéine C réactive, un marqueur inflammatoire.

#### Autres
D'autres effets ont été mis en évidence, comme l'amélioration de l'état général de la prostate. Les extraits de petits fruits rouges possèdent une activité anti-cancéreuse in vitro, sans que l'on puisse actuellement déterminer précisément les composés chimiques en cause. Une étude portant uniquement sur les canneberges indique que ce sont très probablement les polyphénols qui sont à l'origine de ces propriétés.
Certaines molécules (proanthocyanidines à haut poids moléculaire) présentes dans la canneberge seraient aussi efficaces pour empêcher l'adhésion de la bactérie Helicobacter pylori aux cellules gastriques. La consommation de jus à haut taux de proanthocyanidine deux fois par jour (44 mg de proanthocyanidine/portion de 240 ml) pendant 2 mois a permis de guérir 20 % des personnes infectés contre 7 % dans le groupe placebo.

## Utilisation des baies
Très apprécié sous forme de jus, de fruit séché, de confiture ou de sauce. Au Canada, la sauce aux atocas est traditionnelle à Noël.
Au Québec, où on la nomme aussi atoca ou ataca, elle est consommée traditionnellement en confiture. Aujourd'hui, elle est cultivée industriellement dans des cannebergières, terrains aménagés qui, à l'image des rizières, peuvent être ennoyés pour la culture et surtout pour la récolte qui a lieu par flottaison des baies. La destination principale de la production est le jus, très riche en vitamine C. C'est d'ailleurs ce qui l'a fait connaître en France. La production principale se fait aux États-Unis[réf. souhaitée].
Il n'y a pas de consensus sur la prévention par la canneberge. Boire du jus de canneberge (Vaccinium macrocarpon) diminuerait de 20 % les infections urinaires,. En effet, ce fruit originaire d'Amérique du Nord est le seul à posséder des molécules (les proanthocyanidines de type A, ou PAC) qui empêchent les bactéries de s'accrocher à la paroi urinaire. L'actualisation en 2012 des revues systématiques des publications scientifiques par la Collaboration Cochrane ne permet pas de recommander le jus de canneberge pour la prévention des infections urinaires à répétition. Cependant en 2017, l'évaluation de son efficacité par sous groupe montre un bénéfice chez les enfants de 2 à 17 ans, les adultes de 36 à 55 ans, après une chirurgie gynécologique et lors de traitement par radiothérapie contre un cancer de la prostate.
Une étude contrôlée randomisée en double aveugle a révélé que l'ingestion quotidienne de poudre de canneberge entière sur une période d'un mois peut améliorer la fonction vasculaire chez les hommes en bonne santé, entraînant potentiellement des améliorations prolongées de la fonction endothéliale et offrant une protection contre l'athérosclérose et les maladies cardiovasculaires.

## Liste des variétés et formes
Selon Tropicos (19 avril 2013) (Attention liste brute contenant possiblement des synonymes) :
- variété Vaccinium macrocarpon var. intermedium A. Gray
- forme Vaccinium macrocarpon fo. eburnea MacKeever

Selon[réf. nécessaire] : 
- 'Beckwith' ('McFarlin' × 'Early black'): fruit large oblongue rouge excellente saveur, mûrit tard et se conserve bien résistant aux maladies.
- 'Ben lear': fruit pyriforme de calibre moyen à gros, mûrit tard, produit de bonnes grappes, cette variété originaire d'Allemagne est planté industriellement dans le New Jersey et en Colombie.
- 'Early black' : petit fruit mûr tôt, chair ferme et bonne conservation. Le fruit vire au noir à maturité mais se conserve bien si on le cueille vert. Le port de cette variété est plus dressé que la moyenne.
- 'Franklin': excellente saveur, moyennement vigoureux, résistant à deux maladies "blunt-nosed et leafhopper"
- 'Langlois' : Très gros fruits
- 'McFarlin' : gros fruit rouge à chair molle et parfum raffiné. Mûr en milieu de saison, conservation moyenne.